# Kamienny Most (jezioro)
Kamienny Most – jezioro na Pojezierzu Ińskim, w gminie Chociwel, w powiecie stargardzkim, w woj. zachodniopomorskim. Jezioro znajduje się w północno-zachodnim krańcu Ińskiego Parku Krajobrazowego, ok. 2 km na wschód od miasta Chociwel.
Według danych gminy Chociwel powierzchnia zbiornika wynosi 58,1 ha, a średnia głębokość ok. 3 m.
Jezioro ma wydłużony kształt o długości ok. 2 km. Nieopodal zachodniego brzegu jeziora leżą miejscowości: Kamienny Most oraz – bardziej na północ – Lublino, przy której z jeziora wypływa rzeka Krąpiel.
Kamienny Most jest zanikającym jeziorem na skutek zamulania i zarastania. Brzeg akwenu porasta kożuch roślinności bagiennej, która rozszerza swój zasięg. Części obumarłych roślin opadają na dno, wypełniając misę jeziora osadami gytii i torfu. Proces zarastania spowodował powstanie trzech pływających wysp o średnicy 30–60 m, porośniętych bujną roślinnością z przewagą olchy. Wyspy te zmieniają swe położenie w zależności od kierunku i siły wiatru. Rozbudowany system korzeni umacnia oderwaną od podłoża glebę i nie dopuszcza do jej rozpadu.
Ze względu na trudny dostęp do brzegów jeziora nie ma tu kąpieliska, a akwen jest wykorzystywany przez wędkarzy. Według typologii rybackiej jest jeziorem linowo-szczupakowym.